# Ô nhiễm đất

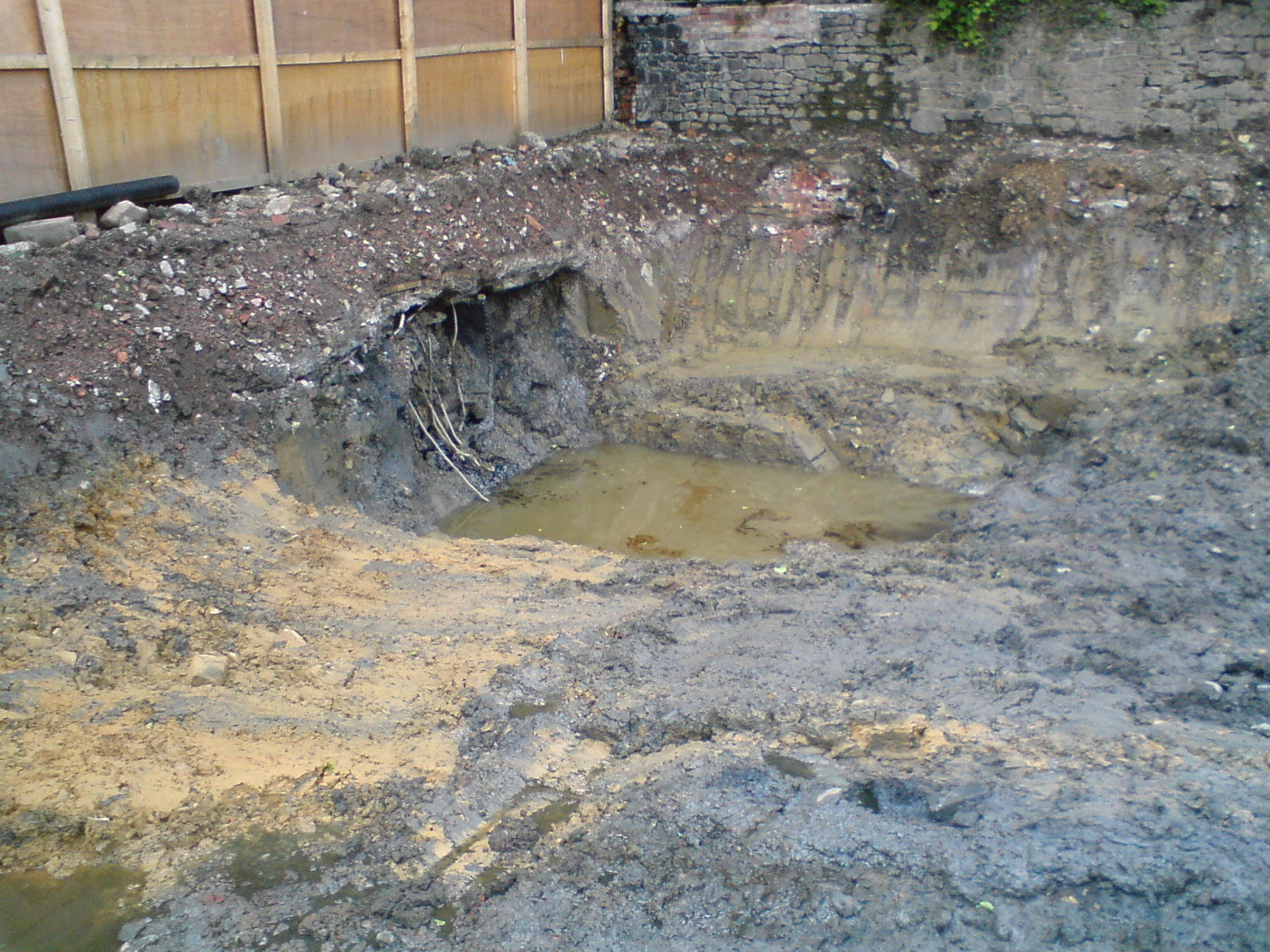
Khai quật cho thấy ô nhiễm đất tại một nhà máy khí đốt không sử dụng ở Anh.

Ô nhiễm đất là một phần biểu hiện của việc suy thoái đất do sự tồn tại của hóa chất xenobamel (do con người tạo ra) hoặc do những sự thay đổi khác trong môi trường đất tự nhiên. Nó thường được gây ra bởi các hoạt động trong công nghiệp, hóa chất trong nông nghiệp hoặc xử lý chất thải không đúng quy định. Các hóa chất phổ biến nhất liên quan là hydrocarbon, dầu mỏ, hydrocarbon thơm đa nhân (như naphthalene và benzo (a) pyrene), dung môi, thuốc trừ sâu, chì và các kim loại nặng khác. Sự ô nhiễm có tương quan với mức độ công nghiệp hóa và cường độ của chất hóa học. Mối quan tâm của chúng ta về ô nhiễm đất bắt nguồn chủ yếu từ các rủi ro sức khỏe, từ hậu quả của việc tiếp xúc trực tiếp với đất bị ô nhiễm, với các chất gây ô nhiễm hoặc từ ô nhiễm thứ cấp của nguồn cung cấp nước bên trong và bên dưới đất. Lập bản đồ các vị trí đất bị ô nhiễm và dọn dẹp khu vực ô nhiễm là những nhiệm vụ tốn kém thời gian và đòi hỏi nhiều kiến thức về địa chất, thủy văn, hóa học, kỹ năng mô hình máy tính và GIS thuộc lĩnh vực ô nhiễm môi trường, đặc biệt là lịch sử hóa học công nghiệp.
Ở Bắc Mỹ và Tây Âu, có mức độ đất bị ô nhiễm được biết đến nhiều nhất. Nhiều quốc gia ở những khu vực này có khung pháp lý để xác định và xử lý vấn đề môi trường này. Các nước đang phát triển có xu hướng ít quan tâm hơn mặc dù một số trong số họ đã trải qua quá trình công nghiệp hóa.

## Nguyên nhân
Ô nhiễm đất có thể được gây ra bởi những điều sau (còn nhiều nguyên nhân khác):
- Vi nhựa
- Sự cố tràn dầu
- Khai thác và hoạt động của các ngành công nghiệp nặng khác
- Sự cố tràn có thể xảy ra trong các hoạt động, vv
- Ăn mòn các bể chứa ngầm (bao gồm cả đường ống được sử dụng để truyền tải bên trong)
- Mưa axit
- Thâm canh
- Hóa chất nông nghiệp, như thuốc trừ sâu, thuốc diệt cỏ và phân bón
- Hóa dầu
- Tai nạn công nghiệp, tai nạn nghề nghiệp
- Mảnh vụn đường
- Thoát nước mặt bị ô nhiễm vào đất
- Đạn dược, tác nhân hóa học và các tác nhân chiến tranh khác
- Xử lý chất thải
  - Dầu và nhiên liệu bán phá giá
  - Chất thải hạt nhân
  - Xả trực tiếp chất thải công nghiệp vào đất
  - Xả nước thải tự do
  - Bãi rác và bán phá giá trái phép
  - Tro than
  - Lãng phí điện năng

Các hóa chất phổ biến liên quan nhất là hydrocarbon dầu mỏ, dung môi, thuốc trừ sâu, chì và các kim loại nặng khác.
Bất kỳ hoạt động nào dẫn đến các hình thức suy thoái đất khác (xói mòn,  v.v.) có thể gián tiếp làm xấu đi các tác động ô nhiễm trong việc khắc phục đất trở nên hạn chế.
Tro than được sử dụng trong sưởi ấm dân dụng, thương mại và công nghiệp, cũng như cho các quá trình công nghiệp như luyện quặng, là một nguồn ô nhiễm phổ biến trong các khu vực  công nghiệp hóa trước khoảng năm 1960. Than tự nhiên tập trung chì và kẽm trong quá trình hình thành của nó, cũng như các kim loại nặng khác ở mức độ thấp hơn. Khi than bị đốt cháy, hầu hết các kim loại này trở nên tập trung trong tro (ngoại lệ chính là thủy ngân). Tro và xỉ than có thể chứa chì được coi  là " chất thải nguy hại đặc trưng", theo quy định của Hoa Kỳ là có chứa hơn 5   mg / l chì chiết xuất được bằng cách sử dụng quy trình TCLP. Ngoài chì, tro than thường chứa hydrocarbon thơm đa dạng (PAHs), ví dụ, benzo (a) anthracene, benzo (b) fluoranthene, benzo (k) fluoranthene, benzo (a) pyrene, indeno (cd) pyren, phenanthren, anthracene, và những người khác). Những PAH này được biết là chất gây ung thư ở người và nồng độ có thể chấp nhận được trong đất thường vào khoảng 1mg / kg. Tro than và xỉ có thể được nhận ra bởi sự hiện diện của các hạt màu trắng trong đất, đất không đồng nhất màu xám, hoặc (xỉ than) sủi bọt, hạt sỏi có lỗ hổng.
Xủ lí bùn thải, được biết đến trong ngành công nghiệp là chất rắn  sinh học, đã gây tranh cãi như là một phân bón cho đất. Vì nó là sản phẩm phụ của xử lý nước thải, nó thường chứa nhiều chất gây ô nhiễm như sinh vật, thuốc trừ sâu và kim loại nặng hơn các loại đất khác.
Tại Liên minh châu Âu, cho phép phun nước thải vào đất. Khối lượng dự kiến sẽ tăng gấp đôi lên 185.000 tấn chất rắn khô trong năm 2005. Điều này có tính chất nông nghiệp tốt do hàm lượng nitơ và phosphat cao. Vào năm 1990/1991, 13% trọng lượng ướt đã được phun lên 0,13% đất; tuy nhiên, điều này dự kiến sẽ tăng gấp 15 lần vào năm 2005.  Những người ủng  hộ nói rằng cần phải kiểm soát điều này để các vi sinh vật gây bệnh không xâm nhập vào nguồn nước và để đảm bảo rằng không có sự tích tụ của kim loại nặng trong lớp đất trên cùng.

### Thuốc trừ sâu và thuốc diệt cỏ
Thuốc trừ sâu là một chất dùng để diệt sâu bệnh. Một loại thuốc trừ sâu có thể là một chất hóa học, tác nhân sinh học (như virus hoặc vi khuẩn), kháng khuẩn, khử trùng hoặc thiết bị được sử dụng để chống lại bất kỳ loại sâu bệnh nào. Các loài gây hại bao gồm côn trùng, mầm bệnh thực vật, cỏ dại, động vật thân mềm, chim, động vật có vú, cá, tuyến trùng (giun tròn) và vi khuẩn cạnh tranh với con người để lấy thức ăn, phá hủy tài sản, lây lan hoặc là một virus gây bệnh hoặc gây phiền toái. Mặc dù có những lợi ích đối với việc sử dụng thuốc trừ sâu, nhưng cũng có những hạn chế, chẳng hạn như độc tính tiềm tàng đối với con người và các sinh vật khác.
Thuốc trừ sâu được sử dụng để loại bỏ các sâu bệnh gây hại cho cây trồng. Các loài côn trùng gây hại không chỉ cho cây trồng mà còn sinh sống ở vùng nhiệt đới, người ta cho rằng một phần ba tổng sản lượng bị mất trong quá trình bảo quản thực phẩm. Cũng như thuốc diệt nấm, thuốc trừ sâu đầu tiên được sử dụng trong thế kỷ XIX là vô cơ, vd Paris Green và các hợp chất khác của asen. Nicotine cũng đã được sử dụng từ cuối thế kỷ thứ mười tám. 
Có hai nhóm thuốc trừ sâu tổng hợp chính:
1. Organochlorine bao gồm DDT, Aldrin, Dieldrin và BHC. Họ là giá rẻ để sản xuất, mạnh mẽ và bền bỉ. DDT đã được sử dụng trên quy mô lớn từ những năm 1930, với mức cao nhất là 72.000 tấn được sử dụng năm 1970. Sau đó, việc sử dụng giảm khi các tác động môi trường có hại đã được nhận ra. Nó được tìm thấy trên toàn thế giới ở cá và chim và thậm chí được phát hiện trong tuyết ở Nam Cực. Nó chỉ hòa tan một chút trong nước nhưng rất hòa tan trong máu. Nó ảnh hưởng đến hệ thống thần kinh và nội tiết và khiến vỏ trứng của chim thiếu calci khiến chúng dễ bị vỡ. Nó được cho là chịu trách nhiệm về sự suy giảm của số lượng các loài chim săn mồi như ospreys và chim ưng peregrine vào những năm 1950 - bây giờ họ đang hồi phục.    Cũng như tăng nồng độ thông qua chuỗi thức ăn, nó được biết là xâm nhập qua màng thấm, vì vậy cá lấy nó qua mang. Vì nó có độ hòa tan trong nước thấp, nó có xu hướng ở lại trên mặt nước, vì vậy các sinh vật sống ở đó bị ảnh hưởng nhiều nhất. DDT được tìm thấy ở cá tạo thành một phần của chuỗi thức ăn ở người gây lo ngại, nhưng mức độ tìm thấy trong các mô gan, thận và não là dưới 1 ppm và trong chất béo là 10 ppm, dưới mức có thể gây hại. Tuy nhiên, DDT đã bị cấm ở Anh và Hoa Kỳ để ngăn chặn sự tích tụ thêm của nó trong chuỗi thực phẩm. Các nhà sản xuất Mỹ tiếp tục bán DDT cho các nước đang phát triển, những người không đủ khả năng mua các hóa chất thay thế đắt tiền và những người không có các quy định nghiêm ngặt như vậy đối với việc sử dụng thuốc trừ sâu.
2. Organophosphates, ví dụ parathion, methyl parathion và khoảng 40 loại thuốc trừ sâu khác có sẵn trên toàn quốc. Parathion có độc tính cao, parathion methyl ít hơn và Malathion thường được coi là an toàn vì nó có độc tính thấp và nhanh chóng bị phá vỡ trong gan động vật có vú. Nhóm này hoạt động bằng cách ngăn chặn sự truyền dẫn thần kinh bình thường vì cholinesterase bị ngăn chặn phá vỡ chất truyền acetylcholine, dẫn đến các cử động cơ không được kiểm soát.
Việc xử lý đạn dược, và thiếu cẩn thận trong sản xuất đạn dược gây ra bởi sự cấp bách của sản xuất, có thể làm ô nhiễm đất trong thời gian dài. Có rất ít bằng chứng được công bố về loại ô nhiễm này phần lớn là do các hạn chế được đặt ra bởi chính phủ của nhiều quốc gia về việc xuất bản các tài liệu liên quan đến nỗ lực chiến tranh. Tuy nhiên, khí mù tạt được lưu trữ trong Chiến tranh thứ II đã làm ô nhiễm một số địa điểm trong vòng 50 năm.

## Ảnh hưởng

### Sức khỏe
Đất bị ô nhiễm hoặc ô nhiễm ảnh hưởng trực tiếp đến sức khỏe con người thông qua tiếp xúc trực tiếp với đất hoặc qua đường hô hấp của chất gây ô nhiễm đất đã bị bốc hơi; các mối đe dọa tiềm tàng lớn hơn được đặt ra bởi sự xâm nhập của ô nhiễm đất vào các tầng chứa nước ngầm được sử dụng cho con người, đôi khi ở những khu vực dường như cách xa mọi nguồn ô nhiễm trên mặt đất rõ ràng. Điều này có xu hướng dẫn đến sự phát triển của các bệnh liên quan đến ô nhiễm.
Hậu quả do tiếp xúc với ô nhiễm đất rất khác nhau tùy thuộc vào loại chất ô nhiễm, con đường tấn công và tính dễ bị tổn thương của dân số bị phơi nhiễm. Phơi nhiễm mãn tính với crom, chì và các kim loại khác, dầu mỏ, dung môi và nhiều công thức thuốc trừ sâu và thuốc diệt cỏ có thể gây ung thư, có thể gây rối loạn bẩm sinh hoặc có thể gây ra các tình trạng sức khỏe mãn tính khác. Nồng độ công nghiệp hoặc nhân tạo của các chất xuất hiện tự nhiên, như nitrat và amonia liên quan đến phân gia súc từ các hoạt động nông nghiệp, cũng được xác định là mối nguy hại cho sức khỏe trong đất và nước ngầm.
Phơi nhiễm mãn tính với benzen ở nồng độ đủ được biết là có liên quan đến tỷ lệ mắc bệnh bạch cầu cao hơn. Thủy ngân và cyclodienes được biết là gây ra tỷ lệ tổn thương thận cao hơn và một số bệnh không thể đảo ngược. PCB và cyclodienes có liên quan đến độc tính gan. Organophosphate và carbonate có thể tạo ra một chuỗi các phản ứng dẫn đến tắc nghẽn thần kinh cơ. Nhiều dung môi clo hóa gây ra thay đổi gan, thay đổi thận và suy nhược hệ thống thần kinh trung ương. Có toàn bộ các tác động sức khỏe khác như đau đầu, buồn nôn, mệt mỏi, kích ứng mắt và phát ban da đối với các trích dẫn ở trên và các hóa chất khác. Ở liều lượng đủ, một số lượng lớn chất gây ô nhiễm đất có thể gây tử vong do tiếp xúc qua tiếp xúc trực tiếp, hít phải hoặc nuốt phải chất gây ô nhiễm trong nước ngầm bị ô nhiễm qua đất.
Chính phủ Scotland đã ủy quyền cho Viện Y học nghề nghiệp thực hiện đánh giá các phương pháp để đánh giá rủi ro với sức khỏe con người từ vùng đất bị ô nhiễm. Mục đích tổng thể của dự án là xây dựng hướng dẫn hữu ích cho Chính quyền địa phương Scotland trong việc đánh giá liệu các địa điểm có thể gây ra tác hại đáng kể (SPOSH) đối với sức khỏe con người hay không. Dự kiến rằng đầu ra của dự án sẽ là một tài liệu ngắn cung cấp hướng dẫn cấp cao về đánh giá rủi ro sức khỏe với tham chiếu đến các hướng dẫn và phương pháp được công bố hiện có được xác định là đặc biệt phù hợp và hữu ích. Dự án sẽ xem xét các hướng dẫn chính sách đã được phát triển như thế nào để xác định mức độ chấp nhận rủi ro đối với sức khỏe con người và đề xuất cách tiếp cận để đánh giá rủi ro không thể chấp nhận theo các tiêu chí của SPOSH như được định nghĩa trong luật pháp và Hướng dẫn theo luật định của Scotland.

### Ảnh hưởng đến hệ sinh thái
Chất gây ô nhiễm đất có thể gây hậu quả nghiêm trọng đáng kể cho hệ sinh thái. Có những thay đổi hóa học cơ bản của đất có thể phát sinh từ sự hiện diện của nhiều hóa chất nguy hiểm ngay cả ở nồng độ thấp của các chất gây ô nhiễm. Những thay đổi này có thể hiện diện trong sự thay đổi chuyển hóa của các vi sinh vật đặc hữu và động vật chân đốt sống trong một môi trường đất nhất định. Kết quả có thể là sự mất một số chuỗi thức ăn chính, do đó có thể gây ra hậu quả lớn cho động vật ăn thịt hoặc người tiêu dùng. Ngay cả khi hiệu ứng hóa học đối với các dạng sống thấp hơn, mức độ kim tự tháp thấp hơn của chuỗi thức ăn có thể ăn các hóa chất ngoài hành tinh, thường trở nên tập trung hơn cho mỗi nấc thang tiêu thụ của chuỗi thức ăn. Nhiều tác dụng trong số này hiện đã được biết đến, như nồng độ nguyên liệu DDT dai dẳng cho người tiêu dùng gia cầm, dẫn đến suy yếu vỏ trứng, tăng tỷ lệ tử vong của gà và nguy cơ tuyệt chủng loài. Ảnh hưởng xảy ra đối với đất nông nghiệp có một số loại ô nhiễm đất. Các chất gây ô nhiễm thường làm thay đổi sự trao đổi chất của cây, thường làm giảm năng suất cây trồng. Điều này có tác dụng chủ  yếu đối với việc bảo tồn đất, vì các loại cây trồng thiếu sức sống không thể che chắn đất của Trái đất khỏi xói mòn. Một số chất gây ô nhiễm hóa học này có thời gian bán hủy dài và trong các trường hợp khác, hóa chất phái sinh được hình thành từ sự phân rã của chất gây ô nhiễm đất chính.

## Giải pháp
Làm sạch hoặc xử lý môi trường được phân tích bởi các nhà khoa học môi trường, những người đo lường am hiểu về hoá chất  và cũng áp dụng các mô hình máy tính (GIS trong ô nhiễm môi trường) để phân tích vận chuyển và số phận của hóa chất đất. Nhiều công nghệ đã được phát triển để khắc phục đất và trầm tích bị ô nhiễm dầu Có một số chiến lược chính để khắc phục:
- Đào đất và đưa nó đến một khu xử lý cách xa các lối đi sẵn sàng để tiếp xúc với con người hoặc hệ thống nhạy cảm. Kỹ thuật này cũng được áp dụng để nạo vét vũng bùn chứa độc tố.
- Sục khí đất tại vị trí bị ô nhiễm (có nguy cơ gây ô nhiễm không khí)
- Khắc phục nhiệt bằng cách đưa nhiệt vào để tăng nhiệt độ dưới bề mặt đủ cao để làm bay hơi các chất ô nhiễm hóa học ra khỏi đất. Các công nghệ bao gồm ISTD, sưởi ấm điện trở (ERH) và ET-DSP.
- Xử lý sinh học, liên quan đến tiêu hóa vi sinh vật của một số hóa chất hữu cơ. Các kỹ thuật được sử dụng trong xử lý sinh học bao gồm chôn lấp đất, và sinh học đất sinh học với hệ vi sinh vật có sẵn trên thị trường.
- Khai thác nước ngầm hoặc hơi ở dưới đất bằng hệ thống cơ điện hoạt động, với việc loại bỏ các chất ô nhiễm tiếp theo từ dịch chiết.
- Ngăn chặn các chất gây ô nhiễm đất (chẳng hạn như bằng cách đóng nắp hoặc lát tại chỗ).
- Phytoremediation, hoặc sử dụng thực vật (như cây liễu) để chiết xuất kim loại nặng.
- Mycoremediation, hoặc sử dụng nấm để chuyển hóa các chất gây ô nhiễm và tích lũy kim loại nặng.
- Khắc phục trầm tích ô nhiễm dầu với các vi hạt không khí tự sụp đổ.[9]